# The Float at Marina Bay Stadium
The Float at Marina Bay Stadium (en español: Estadio flotante en Marina Bay, 海湾浮动舞台 en chino y Pentas Terapung Teluk Marina en malayo) es un estadio multipropósito en la zona de Marina Bay en el centro de la Ciudad de Singapur.
El estadio está totalmente construido de acero, mide aproximadamente 120x83 metros. Lo más notable del estadio es que el campo está construido sobre el mar, de ahí su nombre. La plataforma en donde se encuentra el campo puede soportar hasta 1.070 toneladas.
El estadio cuenta con una única tribuna en tierra firme, que tiene capacidad para 30,000 personas. La tribuna se utiliza en el Circuito Urbano Marina Bay que alberga el Gran Premio de Singapur de Fórmula 1.
Luego de que el 21 de febrero de 2008 se le diera la sede a Singapur de los primeros Juegos Olímpicos de la Juventud 2010, el estadio fue elegido para albergar las ceremonias de Inauguración y clausura los días 14 y 26 de agosto respectivamente.

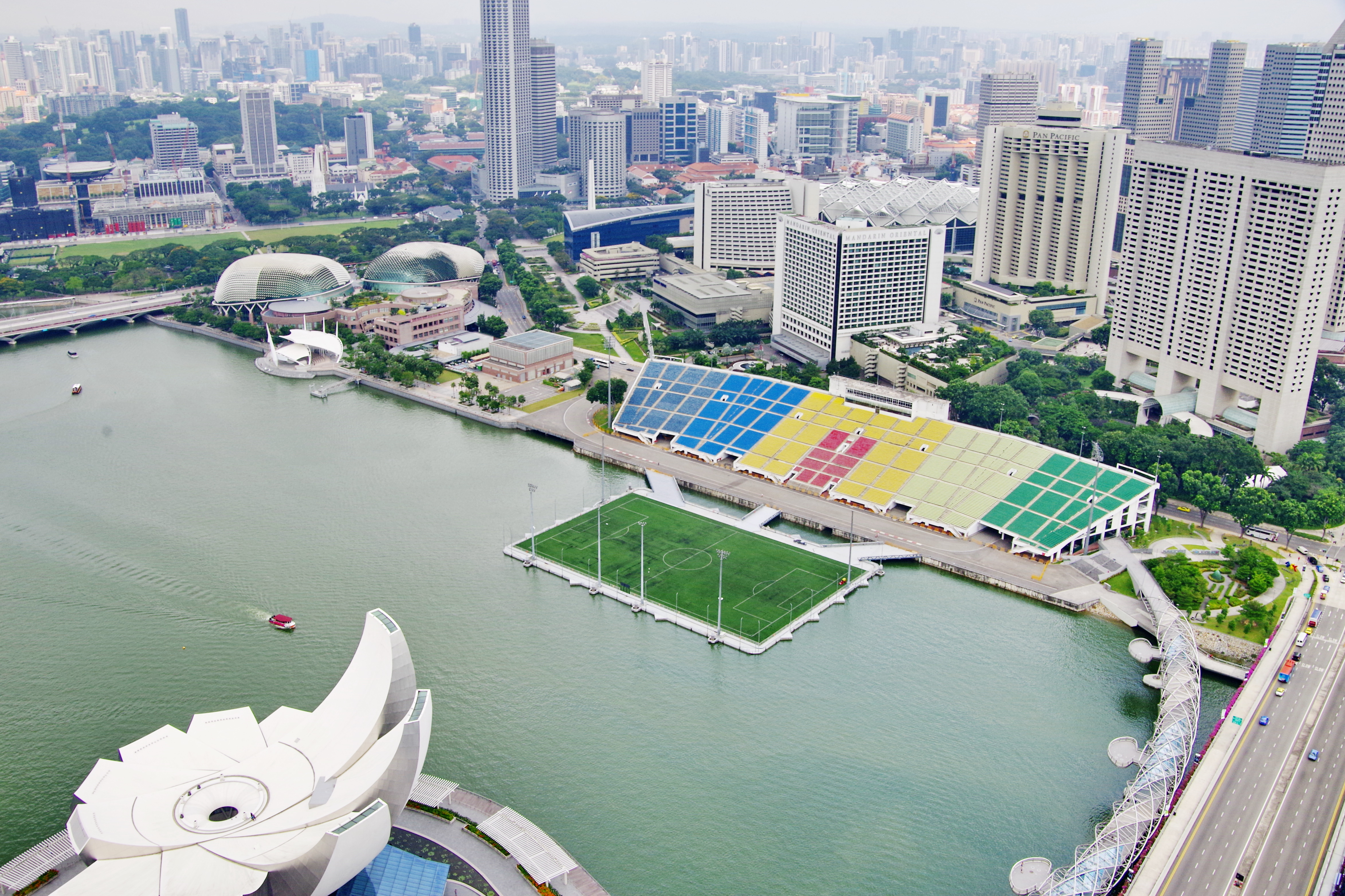
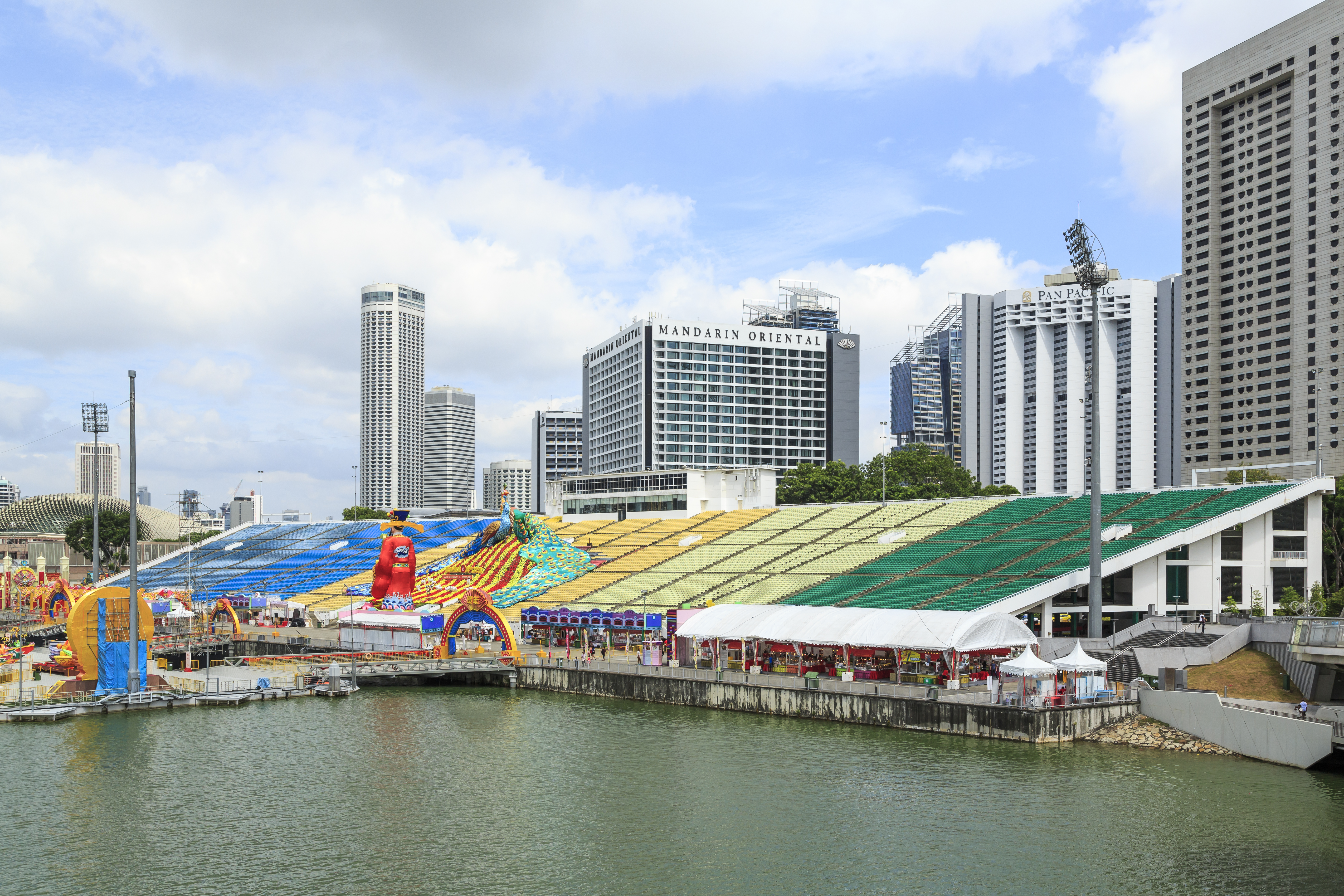
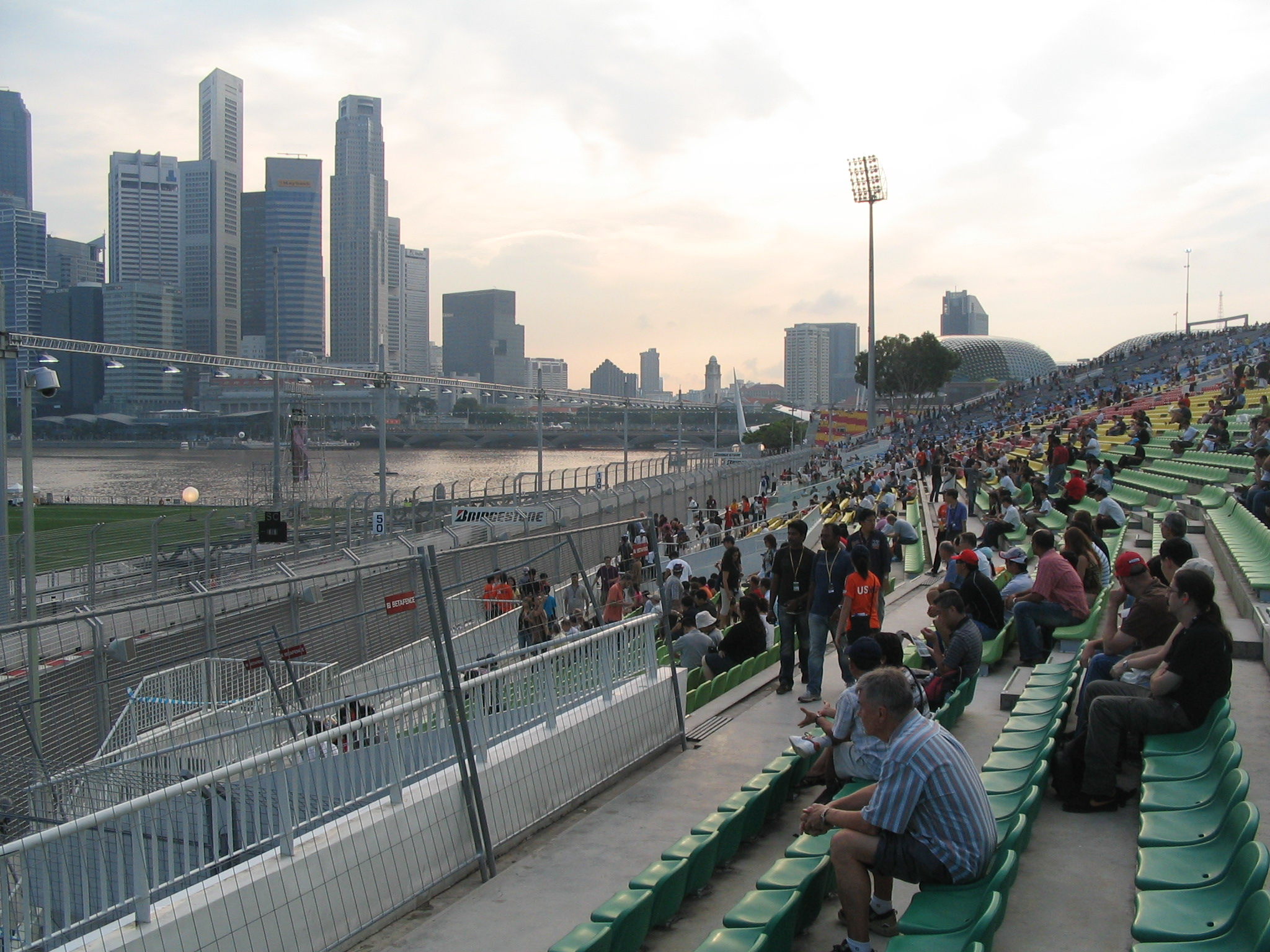